# Brookesia bekolosy
Brookesia bekolosy is een hagedis uit de familie kameleons (Chamaeleonidae).

## Naam en indeling
Het is een van de kortstaartkameleons uit het geslacht Brookesia. De wetenschappelijke naam van de soort werd voor het eerst voorgesteld door Christopher John Raxworthy en Ronald Archie Nussbaum in 1995. De soortaanduiding bekolosy is vernoemd naar het Bekolosy Plateau, waar het enige bekende exemplaar van deze soort werd aangetroffen.

## Verspreiding en habitat
De kameleon komt endemisch voor in noordelijk Madagaskar, en alleen in het Manongarivoreservaat. De soort is aangetroffen op een hoogte van ongeveer 1000 tot 1200 meter boven zeeniveau. De habitat bestaat uit de strooisellaag en lagere planten van hooggelegen tropische en subtropische regenwouden.

## Beschermingsstatus
Door de internationale natuurbeschermingsorganisatie IUCN is de beschermingsstatus 'bedreigd' toegewezen (Endangered of EN).